# Ambient 2: The Plateaux of Mirror
Ambient 2: The Plateaux of Mirror è un album collaborativo fra i compositori Harold Budd e Brian Eno pubblicato nel 1980.

## Il disco
È il secondo capitolo della serie Ambient, che iniziò con la pubblicazione di Ambient 1: Music for Airports. La maggior parte delle composizioni di Plateaux of Mirror sono state composte e suonate con il pianoforte da Budd e successivamente riarrangiate in studio da Eno, che dichiarò:

## Tracce
Musiche di Harold Budd e Brian Eno.
1. First Light – 6:59
2. Steal Away – 1:29 (composta da Budd e Gene Bowen)
3. The Plateaux of Mirror – 4:10
4. Above Chiangmai – 2:49
5. An Arc of Doves – 6:22
6. Not Yet Remembered – 3:50
7. The Chill Air – 2:13
8. Among Fields of Crystal – 3:24
9. Wind in Lonely Fences – 3:57
10. Failing Light – 4:17

## Formazione
- Harold Budd: Pianoforte elettrico e acustico
- Brian Eno: altri strumenti musicali, effetti in studio